# Luigi Castello
Luigi Castello (Rivarolo Ligure, 29 dicembre 1905 – ...) è stato un calciatore e allenatore di calcio italiano, di ruolo terzino sinistro.

## Carriera
Iniziò la carriera professionistica tra le file della Dominante, con cui esordì in Serie B nel 1929. L'anno successivo passò al Napoli, dove rimase per il resto della carriera. Nella stagione 1938-1939, a seguito dell'esonero dell'allenatore Eugen Payer, fece parte della commissione tecnica che guidò i partenopei.
Disputò 10 campionati in maglia azzurra collezionando complessivamente 175 presenze, tutte in Serie A.
Intraprese la carriera di allenatore, rilevando l'esonerato Orazio Sola nella prima stagione professionistica dell'Avellino nella Serie C 1945-1946.

## Palmarès

### Giocatore

#### Competizioni regionali
- Prima Divisione: 1

Novese: 1941-1942